# Terrence McManus
Terrence McManus (* in Brooklyn, New York City) ist ein US-amerikanischer Jazzgitarrist, der im Spektrum von Modern Creative, Free Jazz bis zur improvisierten Musik arbeitet.

## Leben und Wirken
McManus wuchs in New Jersey und Connecticut auf und besuchte die Greater Hartford Academy of Performing Arts, wo er Jazz und Improvisation bei Dave Santoro studierte. In dieser Zeit arbeitete er mit Musikern der Hartforder Musikszene wie Steve Davis und Jimmy Greene. Anschließend graduierte er an der William Paterson University, wo er u. a. bei Vic Juris und Gene Bertoncini studierte. In den folgenden Jahren spielte er in verschiedenen Konstellationen in der New Yorker Jazzszene u. a. mit Scott Amendola, Tim Berne, Kermit Driscoll, Marty Ehrlich, Bill Frisell, Mat Maneri, Herb Robertson, Tyshawn Sorey, Nate Wooley und John Zorn. 
In seinem Trio Firstborn spielt er im Trio mit Ellery Eskelin und Mark Helias. 2007 erschien in Quartettbesetzung sein Album Live at the Clown Lounge.
Mit Gerry Hemingway entstand 2010 das Duoalbum Below the surface of; als Solist legte er die EP Brooklyn vor. 2011 nahm er mit Gerry Hemingway und Mark Helias das Trioalbum Transcendental Numbers auf. 2006 gründete er das Label Flattened Planet 2012 arbeitet er im Trio mit Ben Monder und Ches Smith. 2023 legte er das Album Karacell vor, eingespielt mit John Hébert und Billy Mintz.